# Mnogoritxia
Mnogoritxia (en (ucraïnès): Многоріччя, rus: Многоречье, Mnogorétxie) és un poble de la República Autònoma de Crimea, a Ucraïna, que el 2014 tenia 63 habitants. Pertany al districte de Bakhtxissarai. Fins al 1945 la vila es deia Kutxuk-Ozenbaix, i fins al 1962 Kliutxévoie.